# Северен Пхьонан
Северен Пхьонан (чосонгъл: 평안 북도, правопис по системата на Маккюн-Райшауер P'yŏngan-pukto) е една от деветте провинции в Северна Корея. Административен център на провинцията е град Синъйчжу (286 555). На север граничи с Китай, като границата се оформя от река Ялудзян, на югоизток с провинция Южен Пхьонан, на запад и югозапад с Жълто море, а на изток с Чаган. На границата с Китай е разположен Специален административен регион Синъйчжу, който е отделен от Северен Пхьонан през 2002. Провинцията е създадена през 1896 г. след разделянето на регион Пхьонан на северна и южна част.

## Административно деление
Провинция Северен Пхьонан се дели на 3 града и 22 общини.

### Градове (си)
- Синъйчжу (신의주시; 新義州市)
- Чонджу (정주시; 定州市)
- Кусон (구성시; 龜城市)

### Общини (гин)
- Чхансон (창성군; 昌城郡)
- Чхолсан (철산군; 鐵山郡)
- Чхонма (천마군; 天摩郡)
- Хянсан (향산군; 香山郡)
- Куджан (구장군; 球場郡)
- Кваксан (곽산군; 郭山郡)
- Ньонбьон (녕변군; 寧邊郡)
- Пакчхон (박천군; 博川郡)
- Пихьон (피현군; 枇峴郡)
- Пьоктон (벽동군; 碧潼郡)
- Рьончхон (룡천군; 龍川郡)
- Сакчу (삭주군; 朔州郡)
- Синдо (신도군; 薪島郡)
- Сончхон (선천군; 宣川郡)
- Тхечхон (태천군; 泰川郡)
- Тегван (대관군; 大館郡)
- Тончхан (동창군; 東倉郡)
- Тонним (동림군; 東林郡)
- Уйджу (의주군; 義州郡)
- Унджон (운전군; 雲田郡)
- Унсан (운산군; 雲山郡)
- Йомджу (염주군; 鹽州郡)